# گتاشتن (شاهومیان)
گتاشتن (به ارمنی: Գետաշեն) یک منطقهٔ مسکونی در جمهوری آرتساخ است که در استان شاهومیان واقع شده‌است. گتاشتن ۲٬۲۳۶ نفر جمعیت دارد.